# Amtshaus (Bederkesa)

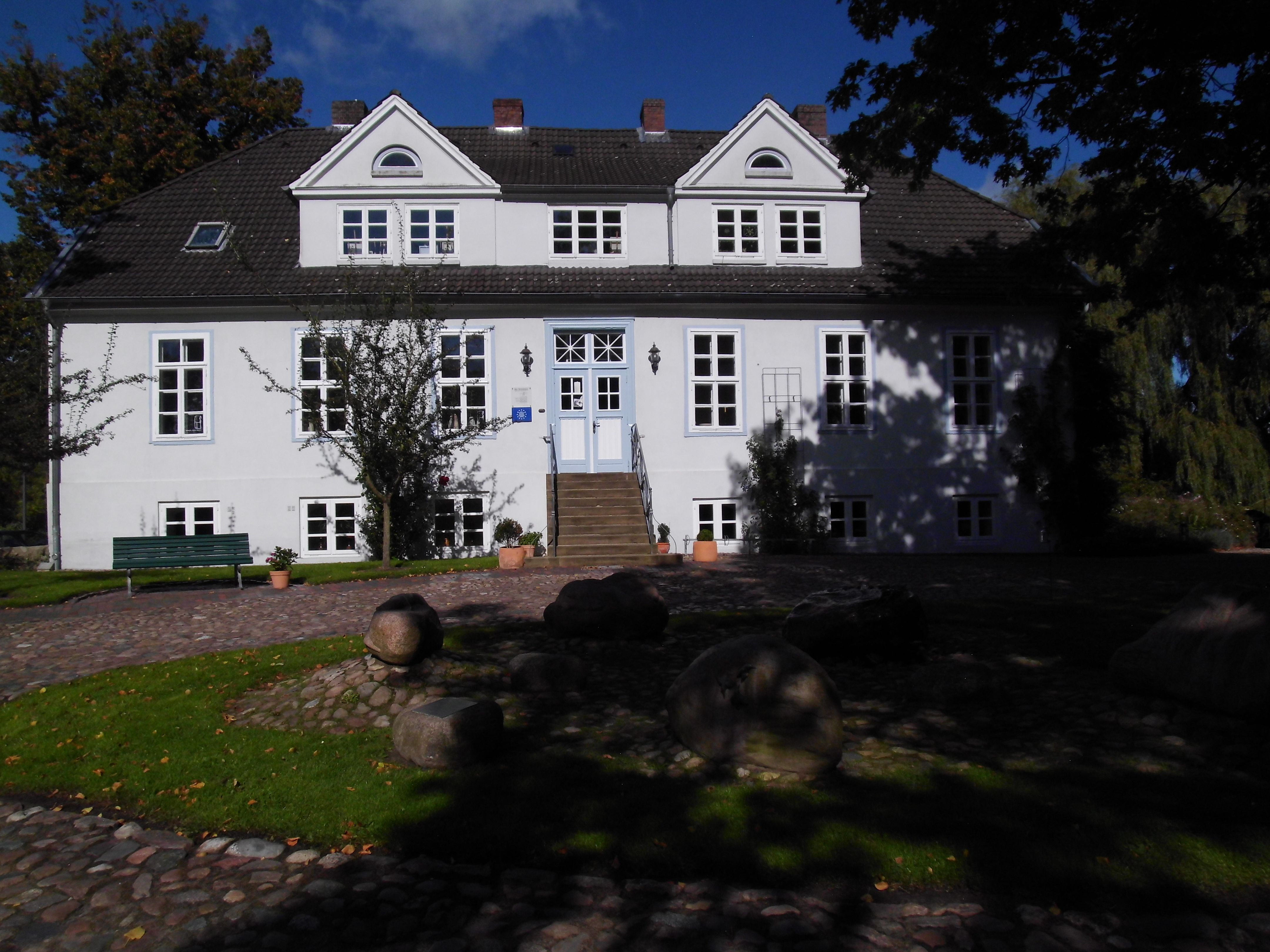
Amtshaus

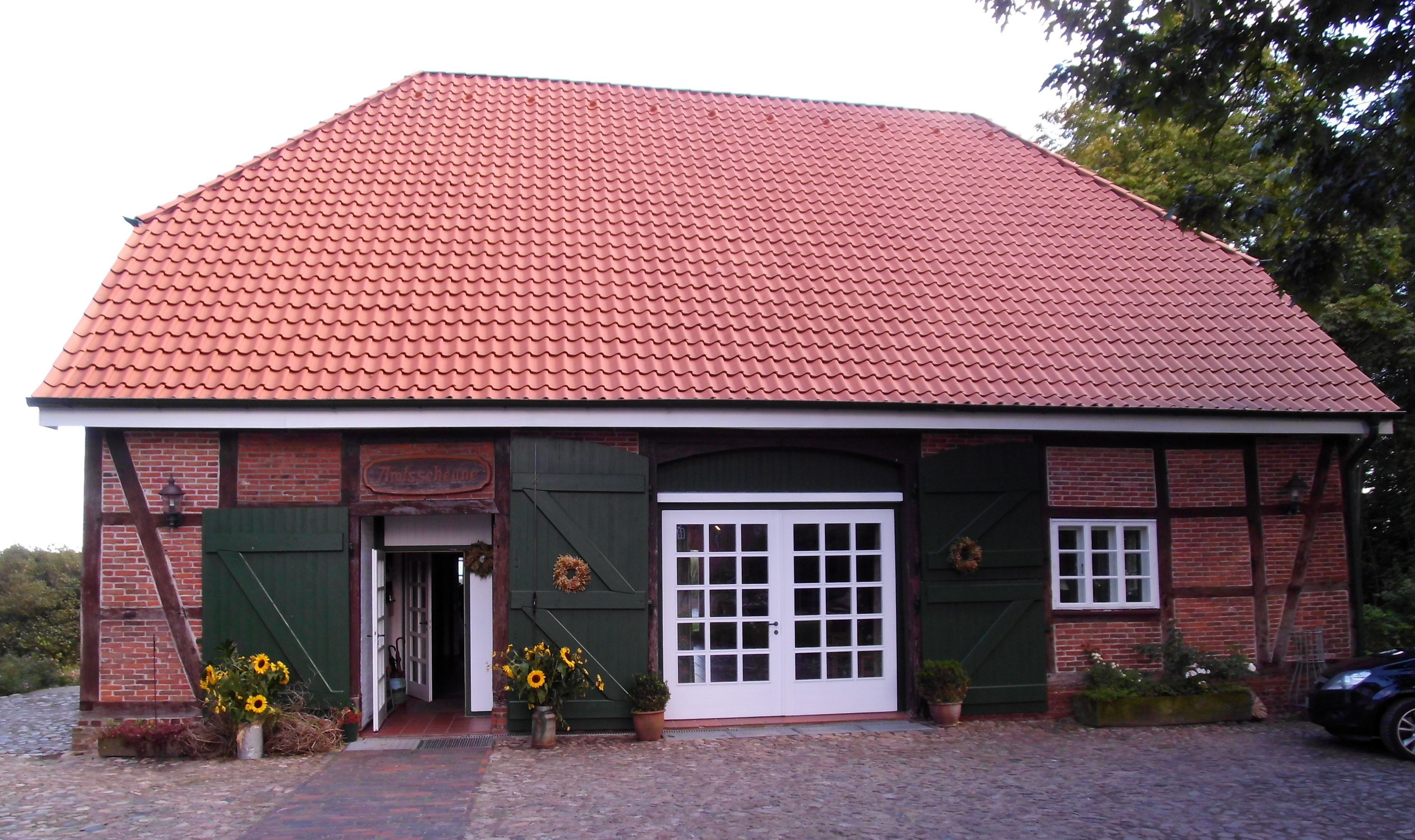
Amtsscheune

Das Amtshaus Bederkesa, auch Forstamtsgebäude, in Bad Bederkesa, Amtsstraße 8 gegenüber der Burg, und die Amtsscheune stehen in Niedersachsen unter Denkmalschutz und sind in der Liste der Baudenkmale in Geestland eingetragen.

## Geschichte
Die Herren bzw. Ritter von Bederkesa waren ab etwa 1000 Dienstmannen (Ministerialen) des Erzbistums Bremen. Die Stadt Bremen war ab 1421 Besitzer von Amt und Burg Bederkesa. Bremer Ratsfamilien waren hier als Amtsleute tätig. Im Westfälischen Frieden von 1648 wurde das Erzbistum Bremen der Krone Schwedens zugesprochen. Bremen verweigerte die Abtretung seiner Landesgebiete. Im Ersten Bremisch-Schwedischen Krieg eroberte die Großmacht Schweden 1654 dieses Gebiet und verkaufte 1720 die Herzogtümer Bremen und Verden an das Kurfürstentum Hannover. Nachdem aus dem Königreich Hannover 1866 die preußische Provinz Hannover geworden war, wurde der Amtssitz nach Lehe verlegt.

### Amtshaus
Das zweigeschossige giebelständige verputzte barocke Amtshaus (auch Amtsschreiberhaus) mit Krüppelwalmdach und zwei Dachhäusern mit Gaube verbunden wurde 1740 (Inschrift) gebaut. Es diente dem Amtschreiber als Dienstwohnung und Dienstsitz, bis es 1869 zum Forsthaus für die Oberförsterei bzw. das Forstamt umfunktioniert wurde.
Es wird heute von der Stadtverwaltung genutzt und es finden hier standesamtliche Trauungen statt. Im Haus befinden sich weiterhin Künstlerateliers, eine Galerie, die Kunstschule KUBE und Räume für Veranstaltungen wie Jazz, Kunst, Vorträge etc.

### Amtsscheune
Die eingeschossige traufständige verklinkerte Amtsscheune in Fachwerk mit Steinausfachungen und dem Krüppelwalmdach entstand Mitte des 19. Jahrhunderts. Sie ist im Eigentum der Gemeinde und wird seit 2011 vom Verschönerungsverein Bederkesa von 1896 genutzt und instand gehalten. Die Räume der Amtsscheine werden vermietet u. a. für Kinovorstellungen, Café etc.